# 八戸運輸区
八戸運輸区（はちのへうんゆく）は、青森県八戸市にかつて存在した、東日本旅客鉄道（JR東日本）盛岡支社の運転士・車掌が所属する組織。車両基地も併設されており、過去には車両配置（気動車のみ）があった運輸区でもある。付近には日本貨物鉄道（JR貨物）・八戸臨海鉄道の貨物駅である八戸貨物駅がある。
八戸統括センターの発足に伴い、2024年3月15日限りで廃止。乗務員は八戸統括センターへ、車両検修部門は東北本部盛岡車両センター八戸派出所に移管となった。

## 配置車両に記されていた略号
「盛ハヘ」…盛岡支社を意味する「盛」と、八戸を意味する電報略号「ハヘ」から構成される。

## 東北本部への移管時に配置されていた車両
2022年（令和4年）4月1日現在の所属車両は以下のとおり。
2023年（令和5年）3月18日付の組織改正により、配置されていた車両は全車東北本部盛岡車両センターへ転属し、同センター八戸派出所（旧八戸運輸区車両検修部門）に常駐の扱いとなっている。
| 電車 | 気動車 | 機関車 | 客車 | 貨車 | 合計 |
| ---- | ------ | ------ | ---- | ---- | ---- |
| 0両  | 32両   | 0両    | 0両  | 0両  | 32両 |

キハE130系気動車（18両）

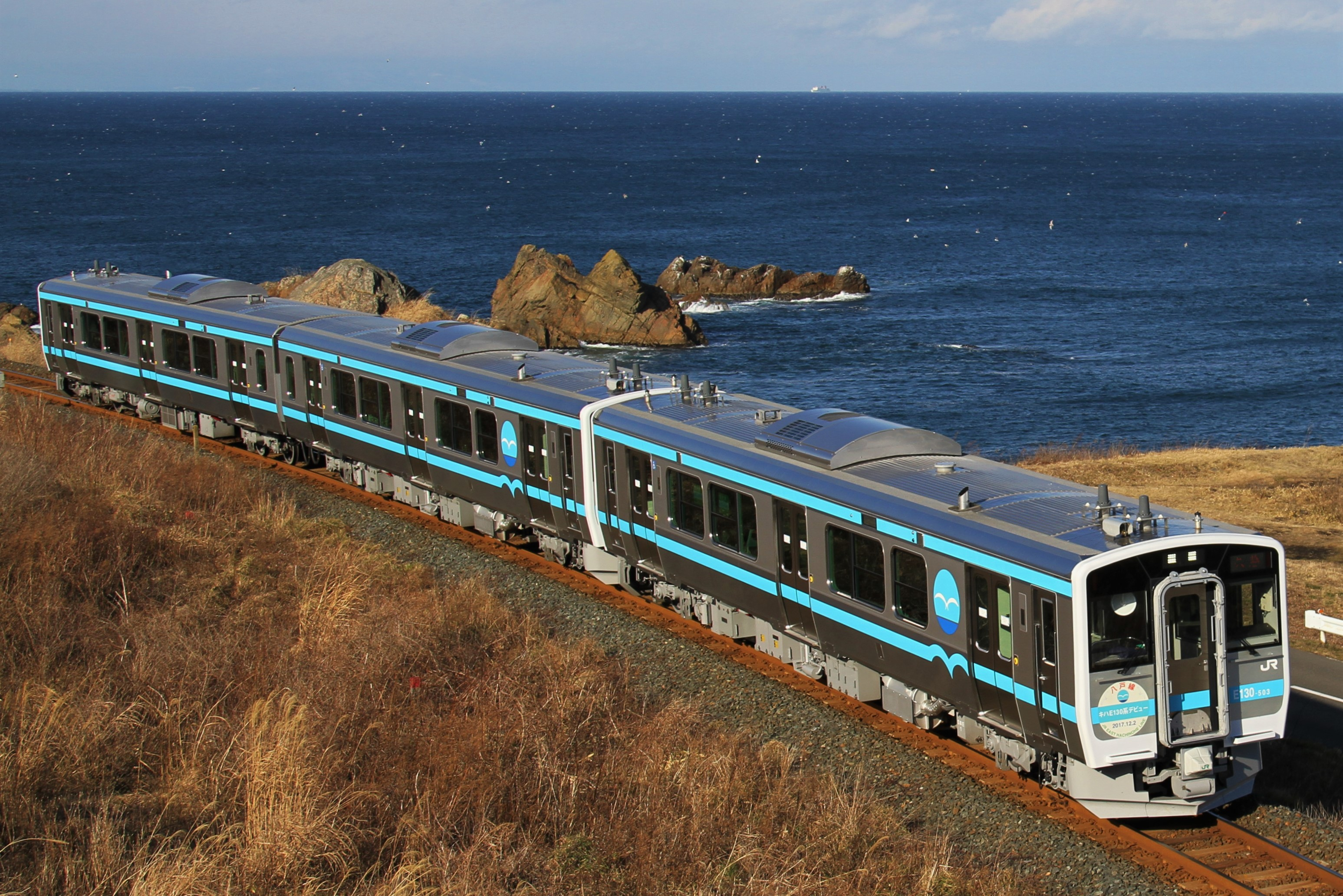
キハE130系500番台

- 2017年（平成29年）12月2日に運行を開始した。キハE130形500番台、キハE131形500番台、キハE132形500番台がそれぞれ6両ずつ配置されている。
- 2両編成6本とキハE130形6両で構成される。
- 八戸線で運用されている。
- 津波避難対策として、すべての車両に避難用はしごが設置されている。
- キハE131形とキハE132形は常時連結した2両編成で運用される。
- キハE130形は2両連結して運用されるほか、3両編成での運用時にキハE131形とキハE132形に増結するかたちでも運用される。

キハ100形気動車（7両）

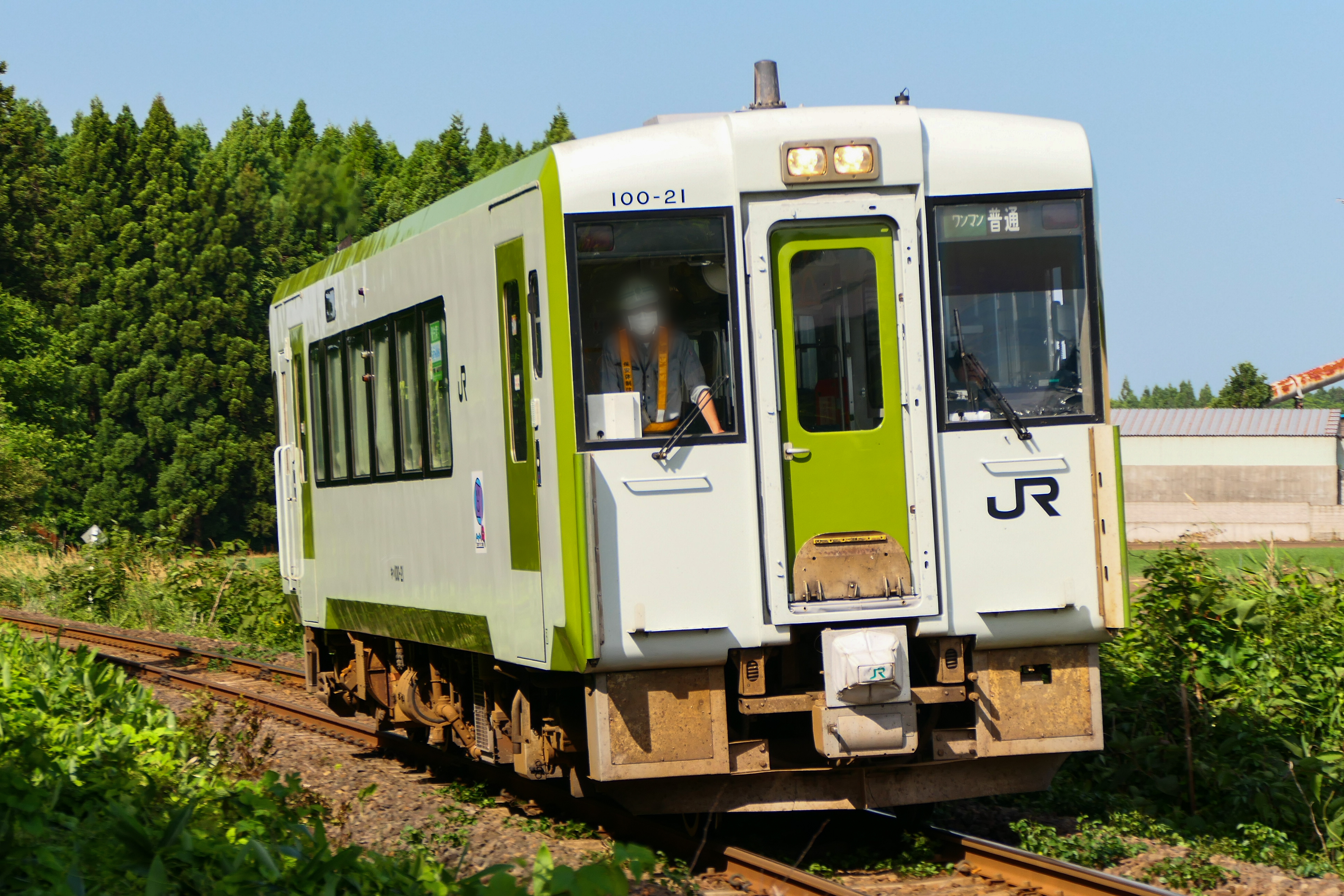
キハ100系

- 0番台2両、200番台5両の計7両が配置されている。
- 快速「しもきた」と大湊線の普通列車で運用されている。
- 0番台の2両はともに盛岡車両センターから転入している。2010年（平成22年）12月4日のダイヤ改正での大湊線の編成増強と大湊 - 八戸間直通列車増発のためキハ100-21が2010年11月下旬に転入した。さらに2014年3月15日のダイヤ改正での大湊線の快速「しもきた」（八戸 - 大湊間）を1往復増発および多客期増結対応によりキハ100-20が転入した。

キハ110系気動車（3両）

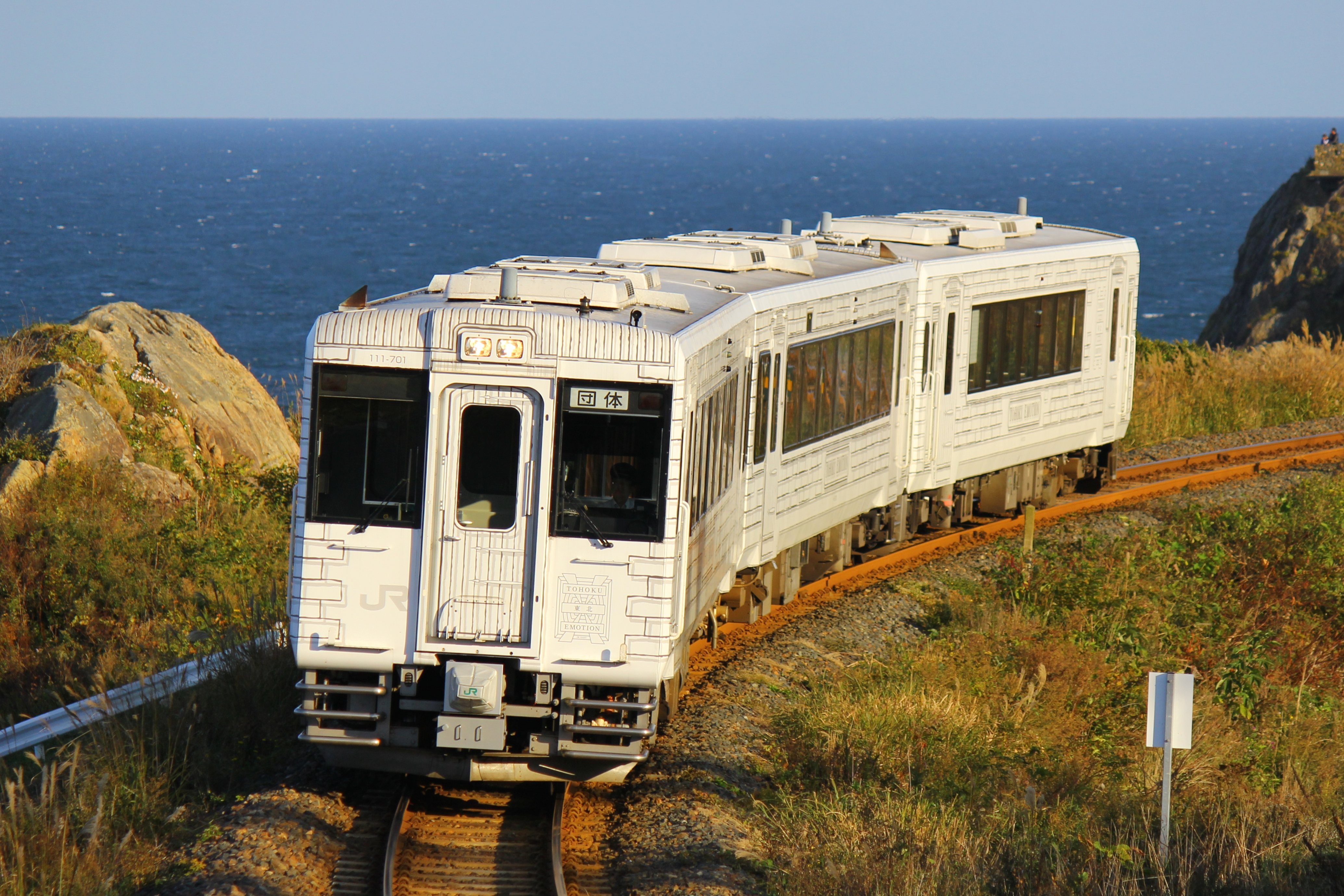
キハ110系「TOHOKU EMOTION」

- キハ110形700番台、キクシ112形700番台、キハ111形700番台の計3両が配置されている。
- 「TOHOKU EMOTION」として、主に八戸線（八戸 - 久慈間）で団体専用列車（びゅう旅行商品・旅行会社のパック旅行等）扱いで運用されている。

HB-E300系（4両）

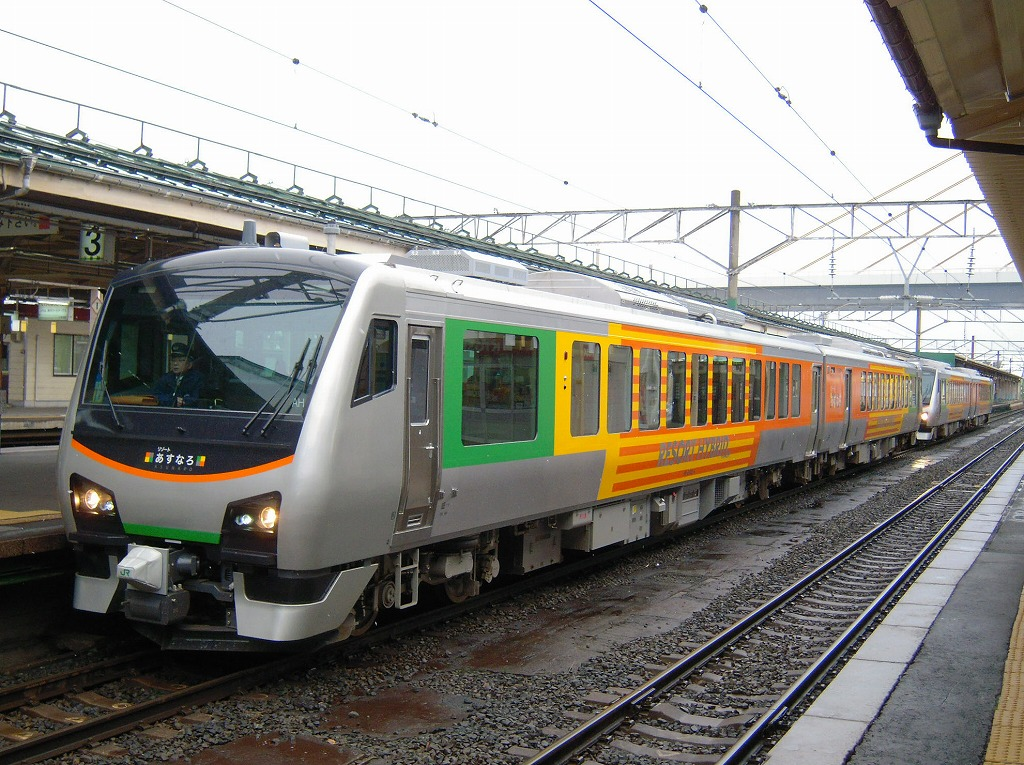
HB-E300系「リゾートあすなろ」

- HB-E301形、HB-E302形各2両の計4両による2両編成2本が配置されている。2016年3月26日付で青森車両センターが盛岡車両センター青森派出所へ改組されたことにより青森所属の全車が本所へ転属となった[3]。
- 「リゾートあすなろ」として、津軽・大湊・八戸・青い森鉄道線の各線を中心に臨時快速列車として運用される。

## 過去の配置車両
キハ40系気動車
- 2020年4月1日時点では、キハ40形500番台12両、キハ48形1500番台3両が配置されていた[4]。
- キハ48形1500番台（1505・1506・1534）の3両編成1本はジョイフルトレイン「リゾートうみねこ」で、八戸線普通列車「リゾートうみねこ」として運用されていた。2020年9月26・27日に行われたびゅう旅行商品「ありがとうリゾートうみねこ」を最後に運用を終えた。2020年10月から11月にかけて廃車された[5]。
- キハ40形500番台12両は一般型車両で、2018年（平成30年）3月16日まで、八戸線全線と青い森鉄道線（三戸 - 八戸間）で定期運用されていたが、キハE130系に置き換えられた。最終運用は、2018年6月16日のびゅう旅行商品「ありがとうキハ40系八戸線の旅」であった。2020年6月から10月にかけて廃車され[5]、盛岡車両センター青森派出や秋田総合車両センターにて解体が進められた。
- 八戸線での津波避難対策として、すべての車両に避難用はしごが設置されていた。
- 2014年（平成26年）3月15日改正以前は大湊線でもキハ100形の検査時や大型連休・盆・年末年始などの多客期に運用されていたが、前述のキハ100形転入により同線の多客期運用から離脱した。
- 2016年（平成28年）3月25日までは津軽線でも運用されていた。なお、2021年3月14日のダイヤ改正から秋田総合車両センター南秋田センター所属のGV-E400系気動車[6]が運用されている。

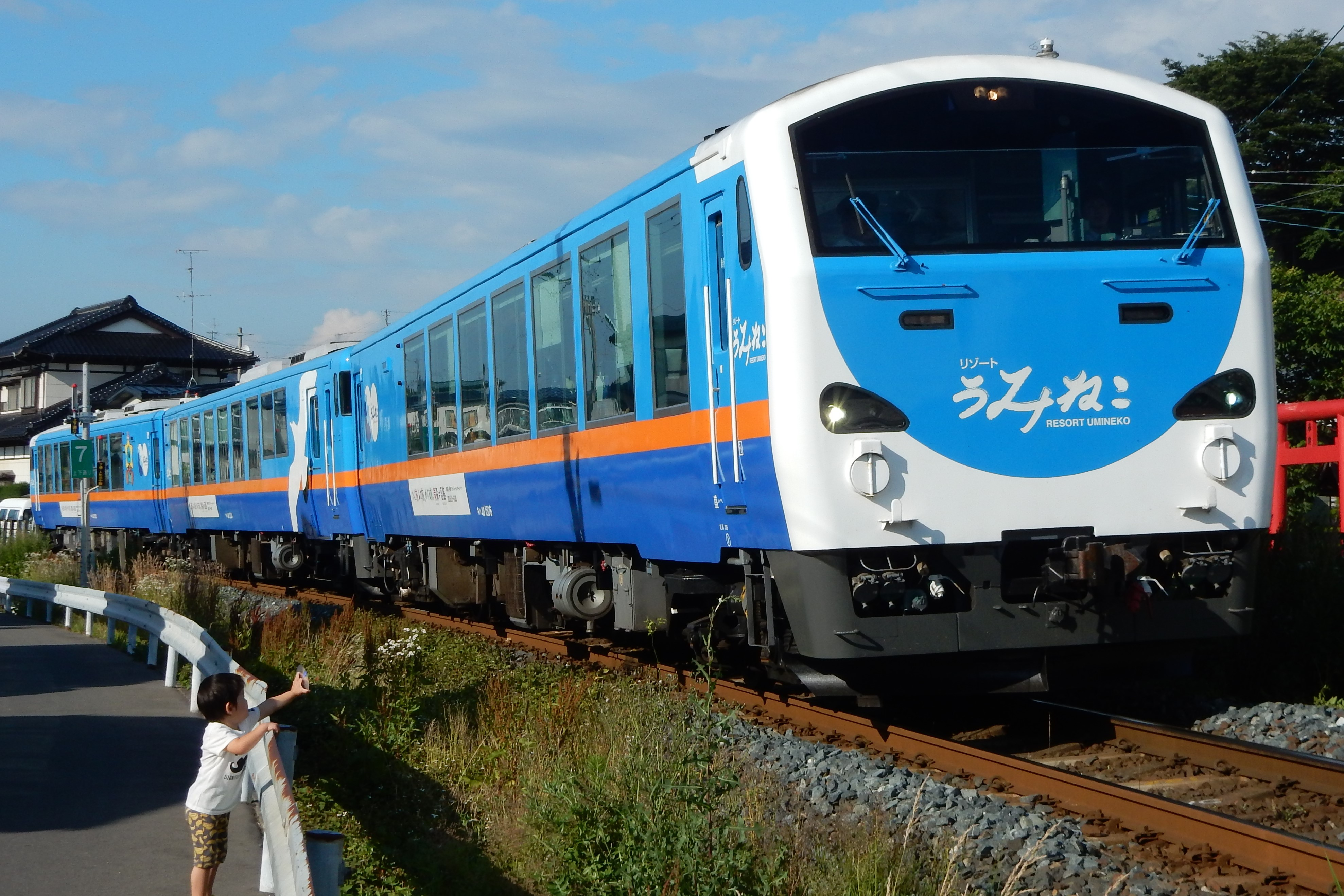
キハ48形【リゾートうみねこ】
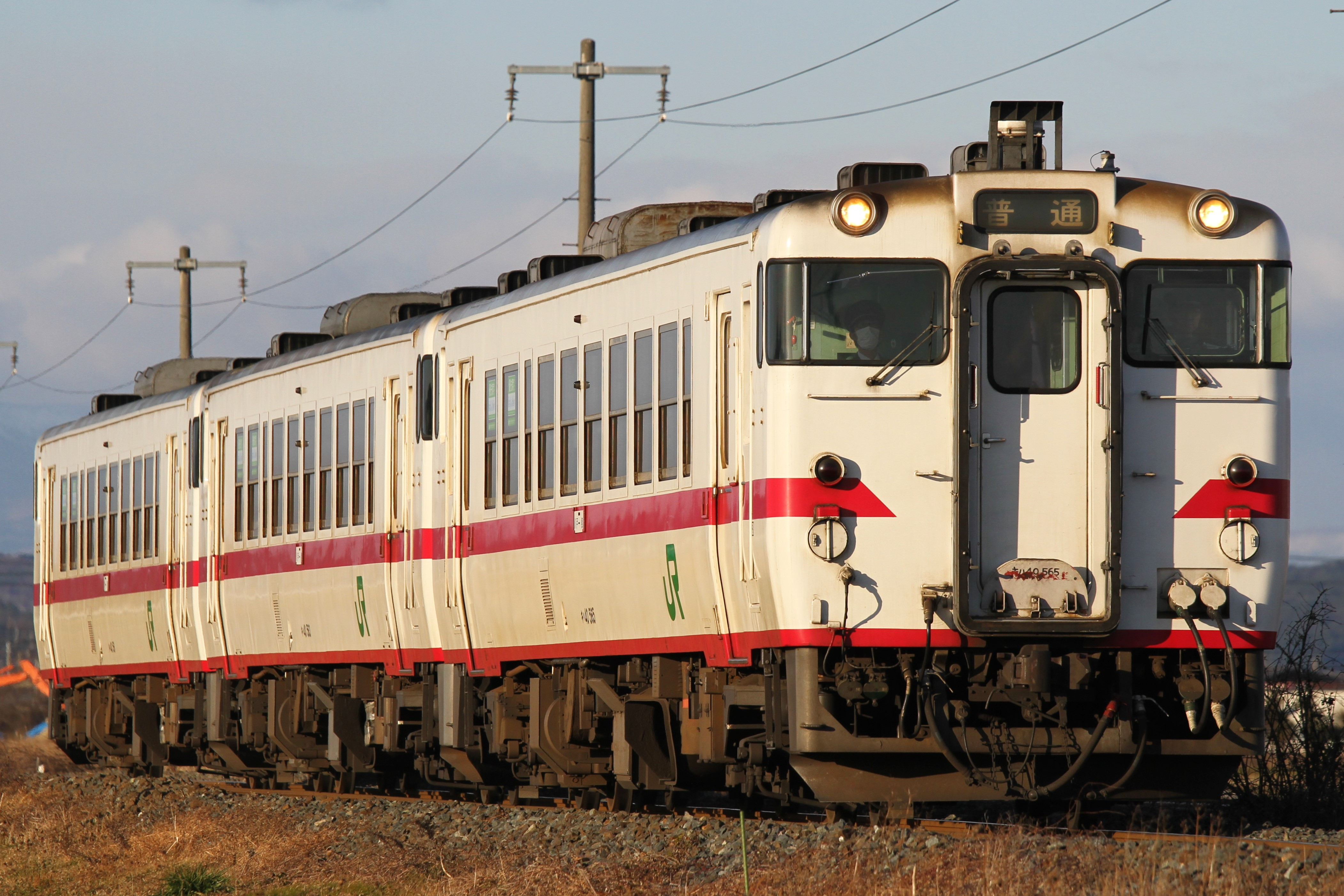
キハ40系気動車
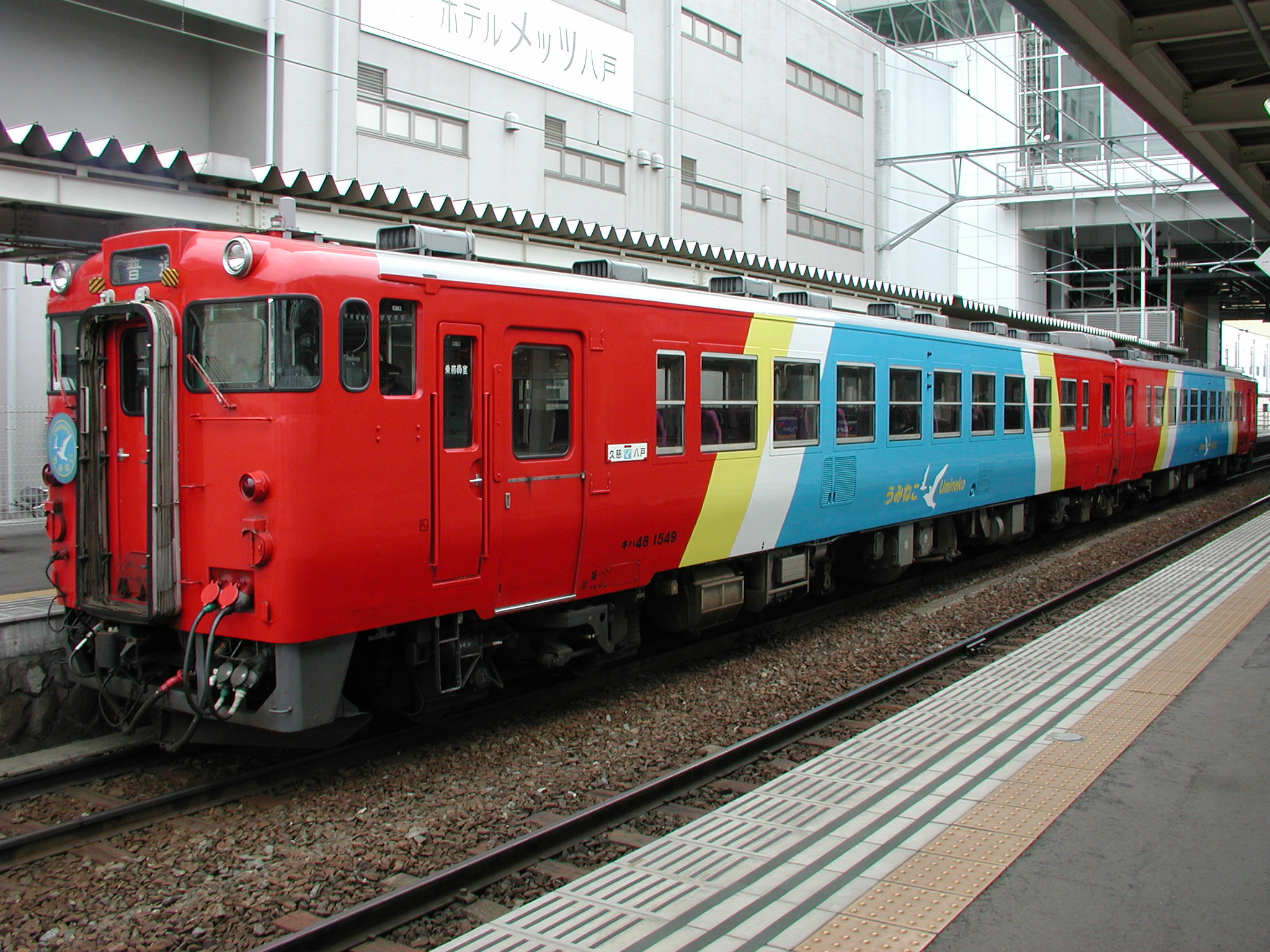
キハ48形【うみねこ】（2017年度廃車）

## 歴史

### 統合前

#### 青森車掌区八戸支区
- 1915年（大正4年）7月15日 - 尻内駅（現・八戸駅）に尻内車掌駐在所を設置。
- 1930年（昭和5年）3月27日 - 青森車掌所尻内支所に昇格。
- 1950年（昭和25年）8月1日 - 組織改正に伴い青森車掌区が仙台鉄道局青森管理部から青函鉄道管理局所管になったため、盛岡車掌区尻内支区となる。
- 1961年（昭和36年）7月6日 - 尻内管理所発足に伴い、営業科に編入。
- 1969年（昭和44年）2月10日 - 尻内管理所廃止により、青森車掌区尻内支区設置。
- 1971年（昭和46年）4月1日 - 青森車掌区八戸支区に改称。
- 1987年（昭和62年）4月1日 - 東日本旅客鉄道に継承。

#### 八戸運転所
八戸機関区
- 1891年（明治24年） - 尻内駅構内に尻内機関庫設置。
- 1961年（昭和36年）7月6日 - 尻内管理所発足に伴い編入。
- 1968年（昭和43年）7月10日 - 尻内管理所の運転・検修部門を分割、尻内機関区復活。
- 1971年（昭和46年）4月1日 - 八戸機関区に改称。
- 1987年（昭和62年）4月1日 - 東日本旅客鉄道に継承。
- 1988年（昭和63年）4月1日 - 八戸運転所に改称。

八戸客貨車区
- 1951年（昭和26年）4月1日 - 尻内客貨車区発足。
- 1961年（昭和36年）7月6日 - 尻内管理所発足に伴い、車両科編入。
- 1969年（昭和44年）2月10日 - 尻内管理所廃止により、尻内客貨車区復活。
- 1971年（昭和46年）4月1日 - 八戸客貨車区に改称。
- 時期不明 - 八戸機関区に統合。

### 統合後
- 1989年（平成元年）3月16日 - 青森車掌区八戸支区と八戸運転所を統合し八戸運輸区発足[7]。同時に大湊運転区を編入し大湊派出所発足。
- 1993年（平成5年） - 大湊派出所を大湊線営業所に編入。
- 2001年（平成13年）1月22日 - 東北新幹線関連工事に伴い、八戸駅構内から八戸貨物駅構内に移転。
- 2023年（令和5年）3月18日 - 車両検修部門を東北本部盛岡車両センターに移管し、同センター八戸派出所として分離。
- 2024年（令和6年）3月16日 - 八戸営業統括センターと八戸運輸区を統合し、八戸統括センターが発足し、八戸運輸区は廃止。検修部門は東北本部盛岡車両センター八戸派出所に移管。